# Vasilij Adol'fovič Lindholm
Vasilij Adol'fovič Lindholm (in cirillico: Bасилий Aдольфович Линдгольм), noto anche come Wilhelm Adolf Lindholm, (1874 – 17 settembre 1935) è stato uno zoologo russo, specializzato in malacologia.
Fu uno dei curatori del Museo di Zoologia dell'Istituto di Zoologia dell'Accademia Russa delle Scienze di Leningrado. Pubblicò opere sui molluschi del lago Baikal, della Crimea, del Caucaso e di altre zone dell'URSS, e sui molluschi del Paleartico in generale.